# Jeon Tae-il
Jeon Tae-il (26 août 1948 – 13 novembre 1970) est un ouvrier sud-coréen et militant des droits des travailleurs qui s'immola à l'âge de 22 ans pour protester contre les conditions de travail dans les usines sud-coréennes. 
Il est devenu un symbole de résistance et une inspiration pour le mouvement syndical de ce pays, qui vers la fin des années 1980 est devenu l'un des plus forts du monde. 

## Biographie
Jeon Tae-Il est né à Daegu en Corée du Sud, onze jours après la proclamation de la République. Réfugié avec sa famille à Busan, comme beaucoup d'autres Coréens pendant la guerre qui oppose le Nord et le Sud, il passe son enfance dans les camps de réfugiés. Peu de temps après la fin des hostilités, sa famille déménage à Séoul, pensant qu’il serait plus facile de gagner sa vie dans la capitale.
Tae-Il doit quitter l'école prématurément pour chercher du travail. Il est d’abord vendeur de rue, puis il trouve un emploi dans l'industrie du vêtement, qui était devenue le premier secteur d'exportation, et il travaille dans le grand marché Dongdaemun (Seoul Pyeonghwa Sijang), où se trouvent de nombreux ateliers clandestins. En dépit de sa scolarité interrompue, c’est un lecteur avide, il écrit bien, et comme beaucoup de Coréens de sa génération, il a l'habitude de tenir un journal. 
Rapidement promu à un poste de technicien, il touche un salaire raisonnable pour l'époque, et sa famille (il vivait avec sa mère et jeunes frères et sœurs) commence à sortir de l'extrême pauvreté. 
Mais Tae-Il est de plus en plus choqué par ce qu’il voit autour de lui. Au marché Dongdaemun à la fin des années 60, l'écrasante majorité des travailleurs sont des jeunes provinciales. L'âge moyen d'une employée était de dix-huit ans, et certaines n’avaient pas plus de treize ans. 
La journée de travail pouvait atteindre 15 heures dans ces ateliers de misère, avec un, ou plus rarement deux jours de repos dans le mois, et comme les salaires sont très bas, nombre d’entre elles sont sous-alimentées. La tuberculose est répandue à cause de l’absence de ventilation, et l'injection forcée d'amphetamines permet de garder les ouvrières en éveil malgré le manque de sommeil, et de les contraindre à effectuer des heures supplémentaires.
Tae-il veut faire appliquer le droit du travail, superbement ignoré par les propriétaires de magasin. Il tente de mettre en place un syndicat, mais il se heurte à l’hostilité des employeurs et des autorités et il est congédié. 
Il retourne à Dongdaemun en septembre 1970. Il a 22 ans, une bonne qualification, et il peut espérer devenir technicien ou peut-être un petit entrepreneur. Mais son idéalisme le pousse dans une autre direction. Il reprend sa campagne de syndicalisation et il recueille une grande quantité de données sur les conditions de travail dans les magasins. 
Il tente de présenter les résultats de son enquête à la presse, espérant attirer l'attention sur le sort des travailleurs, et un grand quotidien national publie un article sur les conditions de travail épouvantables dans les ateliers clandestins, qui sera très discuté à l'échelle nationale. Mais tous ses efforts se heurtent à une résistance acharnée des propriétaires de magasin et à l’indifférence ou à la complicité des pouvoirs publics.
Poussé au désespoir, Tae-il décide de se sacrifier pour attirer l'attention sur les souffrances des travailleurs. Le suicide public comme acte de protestation a une longue tradition en Asie, et il est probable que l’exemple des bonzes au Sud-Vietnam, alors largement rapporté dans les médias, ait influencé sa décision. 
Aux alentours de 13h30 le 13 novembre 1970, Chun Tae-il s’immole par le feu sur son lieu de travail, et il décède peu après à l’hôpital. 
Sa mort est instantanément devenue un puissant symbole, et le demeure jusqu'à ce jour. Une quarantaine de Coréens, des jeunes radicaux de gauche pour la plupart, s’immolèrent par le feu au cours des deux décennies suivantes. Ces événements tragiques ont eu beaucoup d'impact sur la société sud-coréenne en contribuant à attirer l'attention sur la condition des travailleurs. 

### Filmographie
- Jeon Tae-il, film de 1995
- Chun Tae-Il : L'espoir d'un peuple, film d'animation de 2021